# Anatolij Kartašov
Anatolij Jakovlevič Kartašov (25. srpna 1932 – 11. prosince 2005) byl sovětský kosmonaut, jeden ze členů prvního oddílu kosmonautů.
Narodil se ve Voroněžské oblasti.  V důsledku války nedokončil střední vzdělání až do roku 1948. Po dokončení střední školy nastoupil na leteckou vysokou školu ve Voroněži.  Tuto školu dokončil roku 1952 a následně vstoupil do armády. Pokračoval ale ve vzdělání a v roce 1954 se stal poručíkem.  V roce 1957 potom získal hodnost nadporučíka a stal se stíhacím pilotem u 722 stíhacího leteckého pluku. Působil rovněž jako instruktor parašutismu. 
V roce 1960 byl vybrán do prvního oddílu sovětských kosmonautů a v témže roce se navíc dostal i do užšího výběru šesti kandidátů na první let, dalšími byli Jurij Gagarin, German Titov, Valentin Varlamov, Pavel Popovič a Andrijan Nikolajev.  Nicméně byl krátce na to vyřazen z přípravy ze zdravotních důvodů. Po odchodu z oddílu kosmonautů se vrátil k letectvu.
Zemřel v roce 2005, byl ženatý a měl dvě dcery. 